# محمدمهدی سعادت
محمدمهدی سعادت سیاست‌مدار ایرانی بود، که در  دوره بیست و سوم  به‌عنوان نماینده شیراز در مجلس شورای ملی حضور داشت.